# Schmutzler Nunatak
Schmutzler Nunatak är en nunatak i Antarktis. Den ligger i Västantarktis. Argentina, Chile och Storbritannien gör anspråk på området. Toppen på Schmutzler Nunatak är 1 500 meter över havet.
Terrängen runt Schmutzler Nunatak är huvudsakligen lite kuperad. Trakten är obefolkad. Det finns inga samhällen i närheten. 